# Ennada cinerea
Ennada cinerea är en fjärilsart som beskrevs av Butler 1882. Ennada cinerea ingår i släktet Ennada och familjen mätare. Inga underarter finns listade i Catalogue of Life.